# UEFA Europa League slutspil 2012-13
|  | Denne artikel eller sektion om sport er forældet eller ikke opdateret. Se artiklens diskussionsside eller historik. |

Slutspillet i UEFA Europa League 2012-13 startede den 14. februar 2013 og sluttede den 15. maj 2013 med finalen på Amsterdam Arena i Amsterdam, Holland.
Tiderne der er angivet frem til den 30. marts 2013 er CET (UTC+01:00), derefter (kvartfinalerne og derefter) er tiderne angivet i sommertid.

## Runder og lodtrækningsdatoer
Alle lodtrækninger fandt sted i UEFA's hovedkvarter i Nyon i Schweiz.
| Runde              | Lodtrækningsdato        | Første runde                               | Anden runde                                |
| ------------------ | ----------------------- | ------------------------------------------ | ------------------------------------------ |
| Round of 32        | 20 December 2012, 14:00 | 14. februar 2013                           | 21. februar 2013                           |
| Ottendedelsfinaler | 20 December 2012, 14:00 | 7. marts 2013                              | 14. marts 2013                             |
| Kvartfinaler       | 15. marts 2013, 12:00   | 4. april 2013                              | 11. april 2013                             |
| Semifinaler        | 12. april 2013, TBC     | 25. april 2013                             | 2. maj 2013                                |
| Finale             | 12. april 2013, TBC     | 15. maj 2013 på Amsterdam Arena, Amsterdam | 15. maj 2013 på Amsterdam Arena, Amsterdam |

## Kvalificerede hold
| Nøgle til farver                         |
| ---------------------------------------- |
| Seedet i lodtrækning til 1/16-finalerne  |
| Useedet i lodtrækning til 1/16-finalerne |

| Gruppe | Vindere               | Nummer to                |
| ------ | --------------------- | ------------------------ |
| A      | Liverpool             | Anzhi Makhachkala        |
| B      | Viktoria Plzeň        | Atlético Madrid          |
| C      | Fenerbahçe            | Borussia Mönchengladbach |
| D      | Bordeaux              | Newcastle United         |
| E      | Steaua București      | Stuttgart                |
| F      | Dnepro Dnepropetrovsk | Napoli                   |
| G      | Genk                  | Basel                    |
| H      | Rubin Kazan           | Internazionale           |
| I      | Lyon                  | Sparta Prag              |
| J      | Lazio                 | Tottenham Hotspur        |
| K      | Metalist Kharkiv      | Bayer Leverkusen         |
| L      | Hannover 96           | Levante                  |

| UEFA Champions League gruppespil 2012-13 nummer tre | UEFA Champions League gruppespil 2012-13 nummer tre | UEFA Champions League gruppespil 2012-13 nummer tre | UEFA Champions League gruppespil 2012-13 nummer tre | UEFA Champions League gruppespil 2012-13 nummer tre | UEFA Champions League gruppespil 2012-13 nummer tre | UEFA Champions League gruppespil 2012-13 nummer tre | UEFA Champions League gruppespil 2012-13 nummer tre | UEFA Champions League gruppespil 2012-13 nummer tre | UEFA Champions League gruppespil 2012-13 nummer tre |
| Gruppe                                              | Hold                                                | K                                                   | V                                                   | U                                                   | T                                                   | M+                                                  | M-                                                  | MD                                                  | P                                                   |
| --------------------------------------------------- | --------------------------------------------------- | --------------------------------------------------- | --------------------------------------------------- | --------------------------------------------------- | --------------------------------------------------- | --------------------------------------------------- | --------------------------------------------------- | --------------------------------------------------- | --------------------------------------------------- |
| E                                                   | Chelsea                                             | 6                                                   | 3                                                   | 1                                                   | 2                                                   | 16                                                  | 10                                                  | +6                                                  | 10                                                  |
| H                                                   | CFR Cluj                                            | 6                                                   | 3                                                   | 1                                                   | 2                                                   | 9                                                   | 7                                                   | +2                                                  | 10                                                  |
| B                                                   | Olympiakos                                          | 6                                                   | 3                                                   | 0                                                   | 3                                                   | 9                                                   | 9                                                   | 0                                                   | 9                                                   |
| G                                                   | Benfica                                             | 6                                                   | 2                                                   | 2                                                   | 2                                                   | 5                                                   | 5                                                   | 0                                                   | 8                                                   |
| C                                                   | Zenit Skt. Petersborg                               | 6                                                   | 2                                                   | 1                                                   | 3                                                   | 6                                                   | 9                                                   | −3                                                  | 7                                                   |
| F                                                   | BATE Borisov                                        | 6                                                   | 2                                                   | 0                                                   | 4                                                   | 9                                                   | 15                                                  | −6                                                  | 6                                                   |
| A                                                   | Dynamo Kiev                                         | 6                                                   | 1                                                   | 2                                                   | 3                                                   | 6                                                   | 10                                                  | −4                                                  | 5                                                   |
| D                                                   | Ajax                                                | 6                                                   | 1                                                   | 1                                                   | 4                                                   | 8                                                   | 16                                                  | −8                                                  | 4                                                   |

Rangeringsregler: 1. Point; 2. Måldifference; 3. Mål scoret; 4. Udebanemål; 5. Sejre; 6. Udebanesejre; 7. Klubkoefficient.

## 1/16-finaler
Den første kamp bliver spillet den 14. februar, og returkampen bliver spillet den 21. februar 2013.
| Hold 1                   | Samlet | Hold 2                | 1. kamp     | 2. kamp     |
| ------------------------ | ------ | --------------------- | ----------- | ----------- |
| BATE Borisov             | 1–2    | Fenerbahçe            | 0–1         | 1–1         |
| Internazionale           | 2      | CFR Cluj              | 14. februar | 21. februar |
| Levante                  | 3      | Olympiakos            | 14. februar | 21. februar |
| Zenit Skt. Petersborg    | 4      | Liverpool             | 14. februar | 21. februar |
| Dynamo Kiev              | 5      | Bordeaux              | 14. februar | 21. februar |
| Bayer Leverkusen         | 6      | Benfica               | 14. februar | 21. februar |
| Newcastle United         | 7      | Metalist Kharkiv      | 14. februar | 21. februar |
| Stuttgart                | 8      | Genk                  | 14. februar | 21. februar |
| Atlético Madrid          | 9      | Rubin Kazan           | 14. februar | 21. februar |
| Ajax                     | 10     | Steaua București      | 14. februar | 21. februar |
| Basel                    | 11     | Dnepro Dnepropetrovsk | 14. februar | 21. februar |
| Anzhi Makhachkala        | 12     | Hannover 96           | 14. februar | 21. februar |
| Sparta Prag              | 13     | Chelsea               | 14. februar | 21. februar |
| Borussia Mönchengladbach | 14     | Lazio                 | 14. februar | 21. februar |
| Tottenham Hotspur        | 15     | Lyon                  | 14. februar | 21. februar |
| Napoli                   | 16     | Viktoria Plzeň        | 14. februar | 21. februar |

### Første kamp
| 14. februar 2013 18:00 |

| Zenit Skt. Petersborg |         | Liverpool |
| --------------------- | ------- | --------- |
|                       | Rapport |           |

| Petrovsky Stadion, Sankt Petersborg |

| 14. februar 2013 18:00 |

| Anzhi Makhachkala |         | Hannover 96 |
| ----------------- | ------- | ----------- |
|                   | Rapport |             |

| Luzhniki Stadion, Moskva1 |

| 14. februar 2013 19:00 |

| BATE Borisov |         | Fenerbahçe |
| ------------ | ------- | ---------- |
|              | Rapport |            |

| Neman Stadion, Grodno2 |

| 14. februar 2013 19:00 |

| Levante |         | Olympiakos |
| ------- | ------- | ---------- |
|         | Rapport |            |

| Estadi Ciutat de València, Valencia |

| 14. februar 2013 19:00 |

| Dynamo Kiev |         | Bordeaux |
| ----------- | ------- | -------- |
|             | Rapport |          |

| Olympic Stadion, Kyiv |

| 14. februar 2013 19:00 |

| Bayer Leverkusen |         | Benfica |
| ---------------- | ------- | ------- |
|                  | Rapport |         |

| BayArena, Leverkusen |

| 14. februar 2013 19:00 |

| Ajax |         | Steaua București |
| ---- | ------- | ---------------- |
|      | Rapport |                  |

| Amsterdam Arena, Amsterdam |

| 14. februar 2013 19:00 |

| Sparta Prag |         | Chelsea |
| ----------- | ------- | ------- |
|             | Rapport |         |

| Generali Arena, Prag |

| 14. februar 2013 19:00 |

| Napoli |         | Viktoria Plzeň |
| ------ | ------- | -------------- |
|        | Rapport |                |

| Stadio San Paolo, Napoli |

| 14. februar 2013 21:05 |

| Internazionale |         | CFR Cluj |
| -------------- | ------- | -------- |
|                | Rapport |          |

| San Siro, Milano |

| 14. februar 2013 21:05 |

| Newcastle United |         | Metalist Kharkiv |
| ---------------- | ------- | ---------------- |
|                  | Rapport |                  |

| St James' Park, Newcastle upon Tyne |

| 14. februar 2013 21:05 |

| Stuttgart |         | Genk |
| --------- | ------- | ---- |
|           | Rapport |      |

| Mercedes-Benz Arena, Stuttgart |

| 14. februar 2013 21:05 |

| Atlético Madrid |         | Rubin Kazan |
| --------------- | ------- | ----------- |
|                 | Rapport |             |

| Estadio Vicente Calderón, Madrid |

| 14. februar 2013 21:05 |

| Basel |         | Dnepro Dnepropetrovsk |
| ----- | ------- | --------------------- |
|       | Rapport |                       |

| St. Jakob-Park, Basel |

| 14. februar 2013 21:05 |

| Borussia Mönchengladbach |         | Lazio |
| ------------------------ | ------- | ----- |
|                          | Rapport |       |

| Borussia-Park, Mönchengladbach |

| 14. februar 2013 21:05 |

| Tottenham Hotspur |         | Lyon |
| ----------------- | ------- | ---- |
|                   | Rapport |      |

| White Hart Lane, London |

Noter
- Note 1: Anzhi Makhachkala spiller deres hjemmekampe på Luzhniki Stadion, Moskva i stedet for deres normale hjemmebane, Dynamo Stadion, Makhachkala, på grund af sikkershedshensyn i henhold til byen Makhachkala og den autonome republik Dagestan..[3]
- Note 2: BATE Borisov spiller deres hjemmekampe på Neman Stadion, Grodno i stedet for deres normale hjemmebane,, Haradski Stadion, Barysaw.

### Returkampe
| 21. februar 2013 18:00 |

| Rubin Kazan |         | Atlético Madrid |
| ----------- | ------- | --------------- |
|             | Rapport |                 |

| Luzhniki Stadion, Moskva3 |

| 21. februar 2013 19:00 |

| CFR Cluj |         | Internazionale |
| -------- | ------- | -------------- |
|          | Rapport |                |

| Dr. Constantin Rădulescu, Cluj-Napoca |

| 21. februar 2013 19:00 |

| Metalist Kharkiv |         | Newcastle United |
| ---------------- | ------- | ---------------- |
|                  | Rapport |                  |

| Metalist Oblast Sports Complex, Kharkiv |

| 21. februar 2013 19:00 |

| Genk |         | Stuttgart |
| ---- | ------- | --------- |
|      | Rapport |           |

| Cristal Arena, Genk |

| 21. februar 2013 19:00 |

| Dnepro Dnepropetrovsk |         | Basel |
| --------------------- | ------- | ----- |
|                       | Rapport |       |

| Dnipro Arena, Dnepropetrovsk |

| 21. februar 2013 19:00 |

| Lazio |         | Borussia Mönchengladbach |
| ----- | ------- | ------------------------ |
|       | Rapport |                          |

| Stadio Olimpico, Rom |

| 21. februar 2013 19:00 |

| Lyon |         | Tottenham Hotspur |
| ---- | ------- | ----------------- |
|      | Rapport |                   |

| Stade de Gerland, Lyon |

| 21. februar 2013 21:05 |

| Fenerbahçe |         | BATE Borisov |
| ---------- | ------- | ------------ |
|            | Rapport |              |

| Şükrü Saracoğlu Stadion, Istanbul |

| 21. februar 2013 21:05 |

| Olympiakos |         | Levante |
| ---------- | ------- | ------- |
|            | Rapport |         |

| Karaiskakis Stadion, Piraeus |

| 21. februar 2013 21:05 |

| Liverpool |         | Zenit Skt. Petersborg |
| --------- | ------- | --------------------- |
|           | Rapport |                       |

| Anfield, Liverpool |

| 21. februar 2013 21:05 |

| Bordeaux |         | Dynamo Kiev |
| -------- | ------- | ----------- |
|          | Rapport |             |

| Stade Chaban Delmas, Bordeaux |

| 21. februar 2013 21:05 |

| Benfica |         | Bayer Leverkusen |
| ------- | ------- | ---------------- |
|         | Rapport |                  |

| Estádio da Luz, Lissabon |

| 21. februar 2013 21:05 |

| Steaua București |         | Ajax |
| ---------------- | ------- | ---- |
|                  | Rapport |      |

| Arena Națională, Bukarest4 |

| 21. februar 2013 21:05 |

| Hannover 96 |         | Anzhi Makhachkala |
| ----------- | ------- | ----------------- |
|             | Rapport |                   |

| AWD-Arena, Hannover |

| 21. februar 2013 21:05 |

| Chelsea |         | Sparta Prag |
| ------- | ------- | ----------- |
|         | Rapport |             |

| Stamford Bridge, London |

| 21. februar 2013 21:05 |

| Viktoria Plzeň |         | Napoli |
| -------------- | ------- | ------ |
|                | Rapport |        |

| Stadion města Plzně, Plzeň |

Noter
- Note 3: Rubin Kazan spiller deres hjemmekampe på Luzhniki Stadion, Moskva i stedet for deres normale hjemmebane, Tsentralnyi Stadion, Kazan.
- Note 4: Steaua București spiller deres hjemmekampe på Arena Națională, Bucharest i stedet for deres normale hjemmebane, Stadionul Steaua, Bucharest.

## 1/8-finaler
Den første kamp blev spillet den 7. marts, og returkampen blev spillet den 14. marts 2013.
| Hold 1             | Samlet | Hold 2         | 1. kamp | 2. kamp |
| ------------------ | ------ | -------------- | ------- | ------- |
| Tottenham Hotspurs | 4 - 4  | Internazionale | 3 - 0   | 1 - 4   |